# Перара (Болцано)
Перара је насеље у Италији у округу Болцано, региону Трентино-Јужни Тирол.
Према процени из 2011. у насељу је живело 31 становника. Насеље се налази на надморској висини од 778 м.